# Buriti Bravo (kommun)
Buriti Bravo är en kommun i Brasilien.   Den ligger i delstaten Maranhão, i den östra delen av landet, 1 200 km norr om huvudstaden Brasília. Antalet invånare är 22 886.
Följande samhällen finns i Buriti Bravo:
- Buriti Bravo

Omgivningarna runt Buriti Bravo är huvudsakligen savann. Runt Buriti Bravo är det glesbefolkat, med 17 invånare per kvadratkilometer.